# Janovics Jenő-díj
A Janovics Jenő-díjat az Erdélyi Magyar Közművelődési Egyesület 1992-ben alapította, az audiovizuális tömegkommunikáció, valamint az online média képviselői, filmes szakemberek és fotóművészek kaphatják.

## Díjazottak
- 2020: a Marosvásárhelyi Rádió magyar szerkesztősége[2]
- 2019: a Kolozsvári Televízió magyar adásának szerkesztősége[3]
- 2018: nem adták ki
- 2017: Essig József fotográfus, operatőr[4]
- 2016: B. Nagy Veronika, a Román Televízió magyar adásának munkatársa[5]
- 2002-től 2016-ig nem adták ki a díjat
- 2001: Jászberényi Emese erdélyi magyar újságíró, rádióriporter[6]
- 2000: Boros Zoltán, a Román Televízió magyar adásának vezetője[7]
- 1999 Sebesi Imre, rádiriporter
- 1998 Koczka György
- 1997 Labancz Frida(wd), a Román Televízió bukaresti magyar adásának szerkesztője
- 1996 Kovács Ferenc
- 1995 az ATI-BETA szerkesztősége
- 1994 Muzsnay Magda, rádióriporter
- 1993: Xantus Gábor[8]
- 1992: a Kolozsvári Rádió magyar adásának munkaközössége és a Román Televízió magyar adásának Ébresztő című műsora[9]